# Minipala

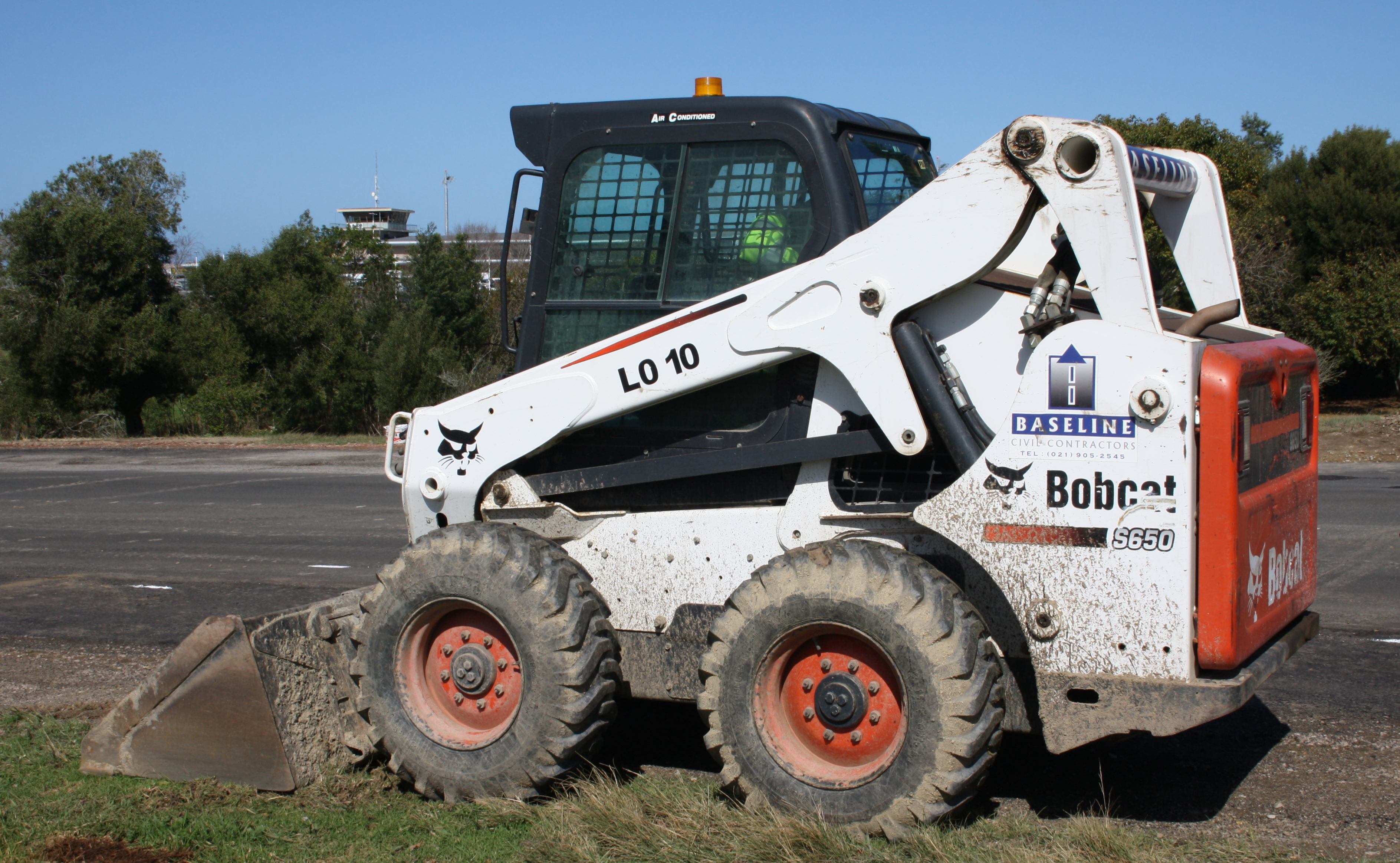
Minipala gommata Bobcat S650

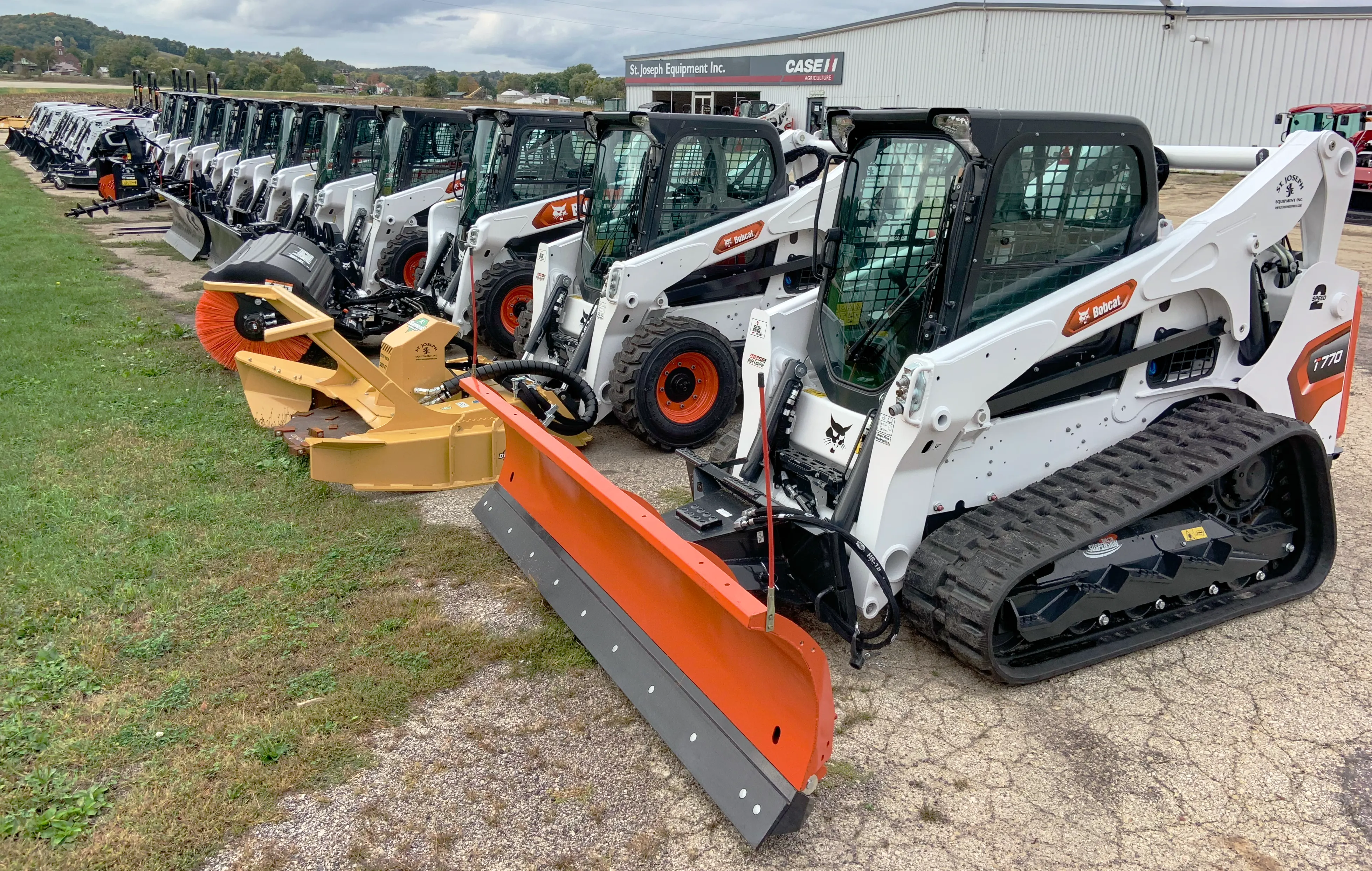
Accessori per minipale

Una minipala, o pala compatta, è una categoria di mezzi meccanici compatti dotati di bracci di sollevamento che possono essere agganciati a un'ampia gamma di benne e altri accessori.
Le ruote in genere non hanno un meccanismo di sterzo separato: la sterzata avviene tramite sterzo differenziale, in cui le coppie di ruote a sinistra ed a destra vengono azionate a velocità diverse e la macchina sterza slittando o trascinando le sue ruote. Sono in grado di effettuare sterzate a raggio zero, spingendo una coppia di ruote in avanti e contemporaneamente spingendo la coppia opposta in retromarcia. Questa capacità di "sterzo zero" (la macchina può ruotare entro la propria lunghezza) li rende estremamente maneggevoli e preziosi in aree di lavoro ristrette.

## Storia
La prima pala compatta a tre ruote fu inventata dai fratelli Cyril e Louis Keller a Rothsay, Minnesota, nel 1957, per meccanizzare i processi di pulizia di una stalla. La macchina leggera e compatta, con la sua ruota posteriore girevole, era in grado di girarsi entro la sua stessa lunghezza mentre svolgeva le stesse attività di una pala caricatrice frontale convenzionale, da cui il suo nome.
Nel 1958 i fratelli Melroe, della Melroe Manufacturing Company di Gwinner (North Dakota), acquistarono i diritti del caricatore Keller e incaricarono i Keller di continuare a perfezionare la loro invenzione. Grazie a questa collaborazione, alla fine del 1958 venne introdotto il caricatore semovente M-200 Melroe. Due anni dopo sostituirono la ruota sterzante con un asse posteriore e introdussero l'M-400, la prima vera minipala a quattro ruote. Nel 1962 Melroe adottò il noto marchio Bobcat.

## Funzionamento

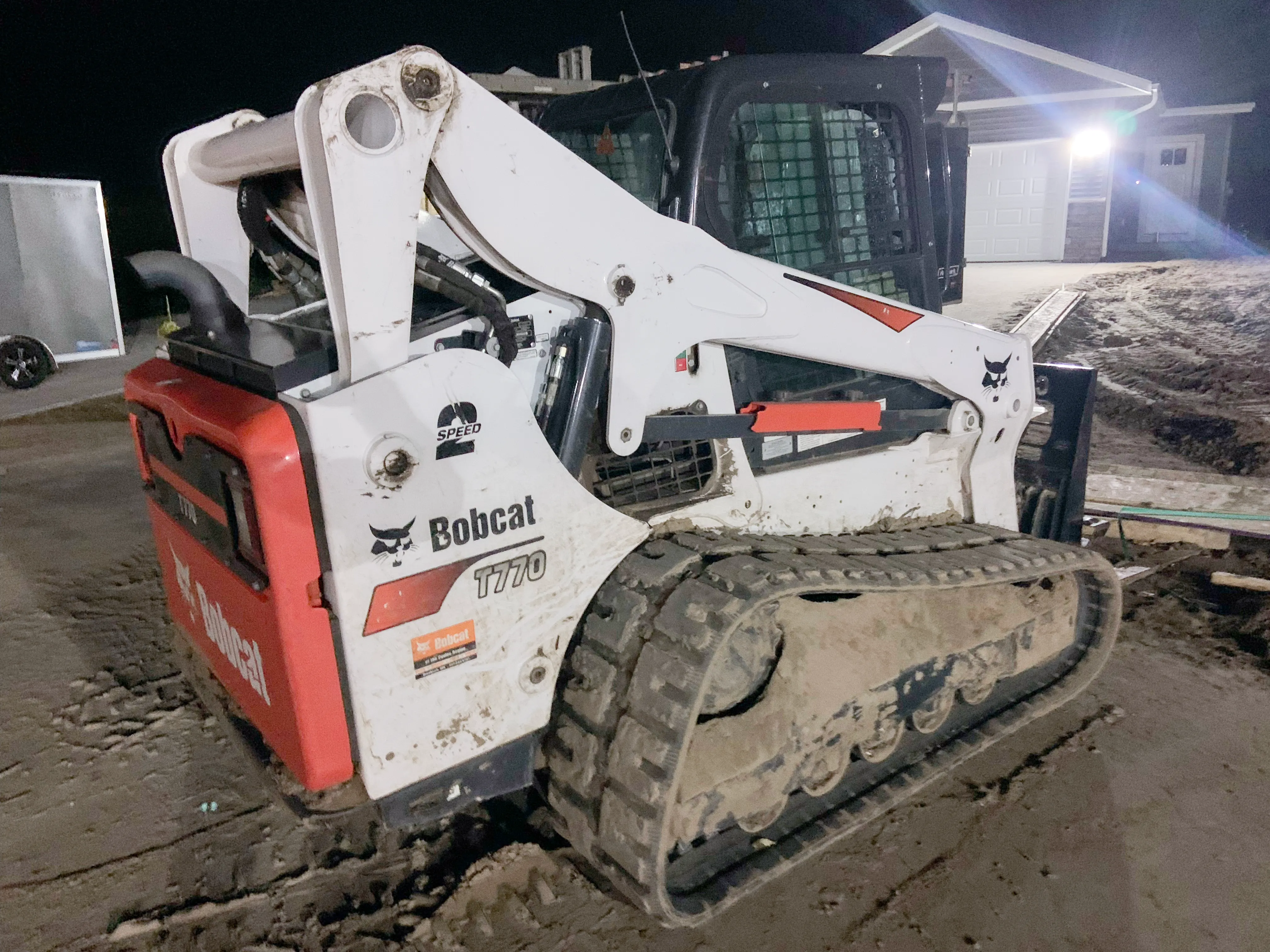
Minipala con cingoli

Le minipale sono in genere veicoli a quattro ruote o cingolati, con le ruote anteriori e posteriori su ciascun lato collegate meccanicamente tra loro per sterzare alla stessa velocità e in cui le ruote motrici del lato sinistro possono essere azionate indipendentemente dalle ruote motrici del lato destro, grazie a due trasmissioni idrostatiche separate e indipendenti.

Meccanismo di sollevamento di una minipala.

Le minipale, sia quelle gommate che quelle cingolate, funzionano in modo più efficiente quando sono sbilanciate: quando sono dotate di una benna vuota, le minipale risultano più pesanti nella parte posteriore costringendo e le ruote posteriori a ruotare su se stesse mentre quelle anteriori scivolano; quando la benna è completamente carica, la distribuzione del peso si inverte causando la rotazione delle ruote anteriori e lo scivolamento di quelle posteriori. Lo sbilanciamento riduce la potenza utilizzata e il consumo delle ruote, mentre se il peso è equamente distribuito, il macchinario inizia a "sobbalzare" a causa dell'elevato attrito.

## Accessori

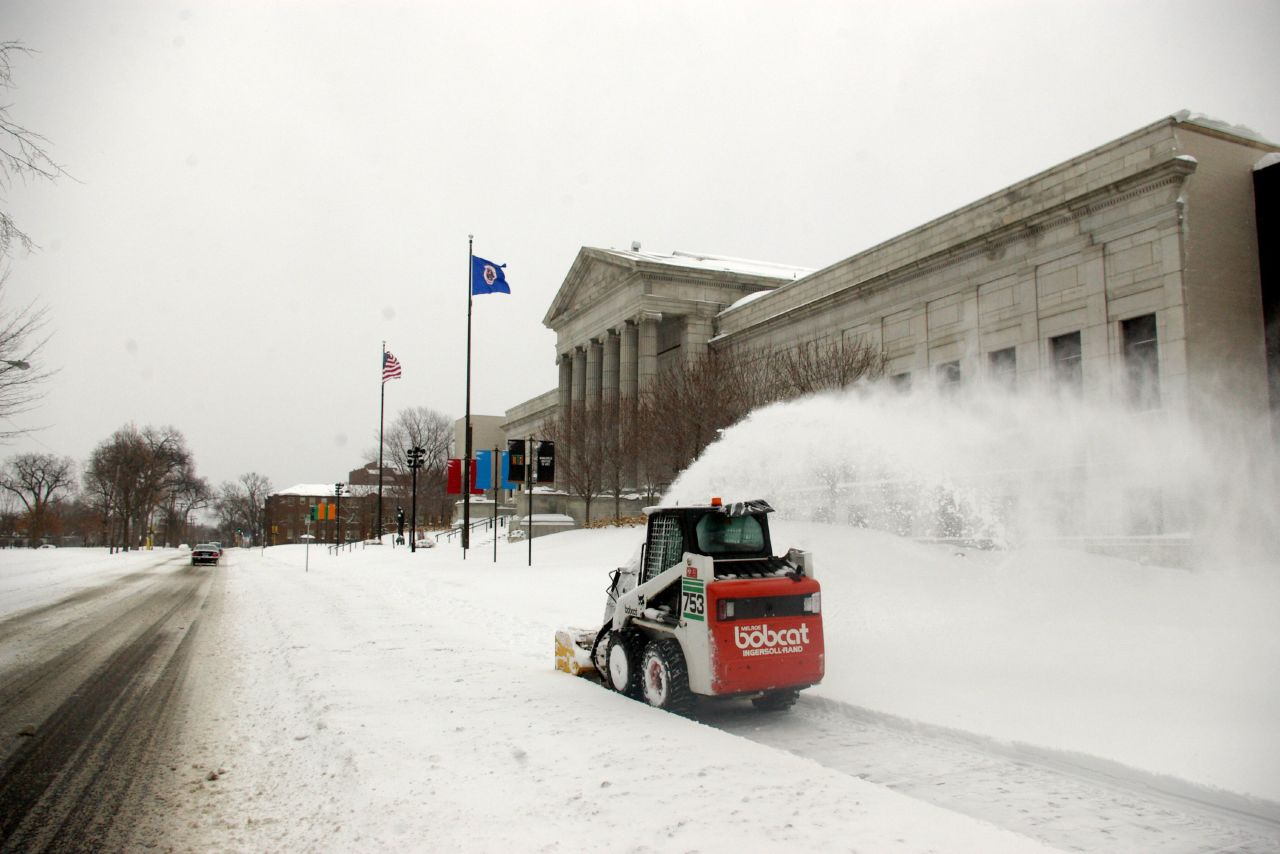
Minipala che rimuove la neve con l'accessorio spazzaneve a Minneapolis, MN
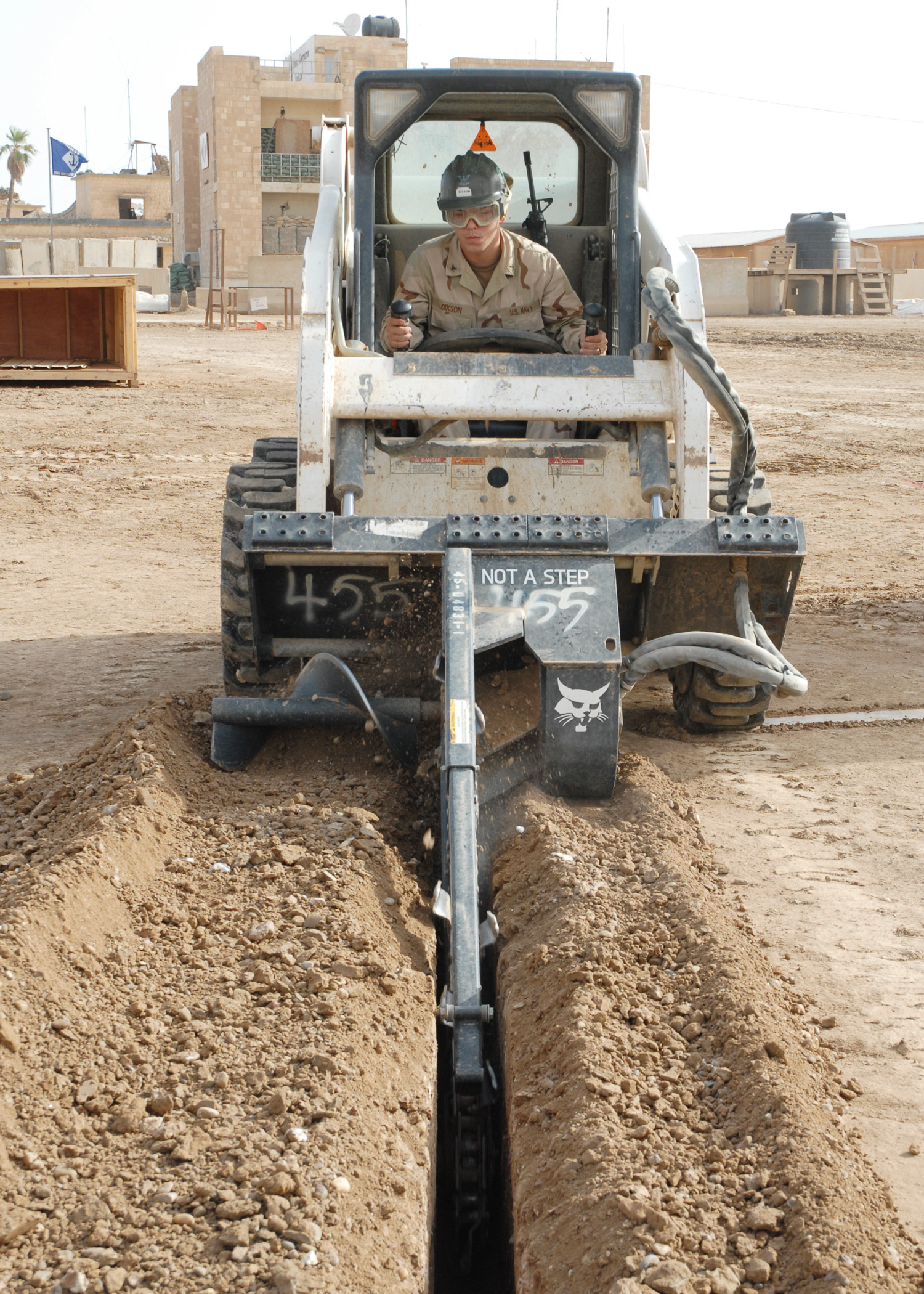
Accessorio per trincea
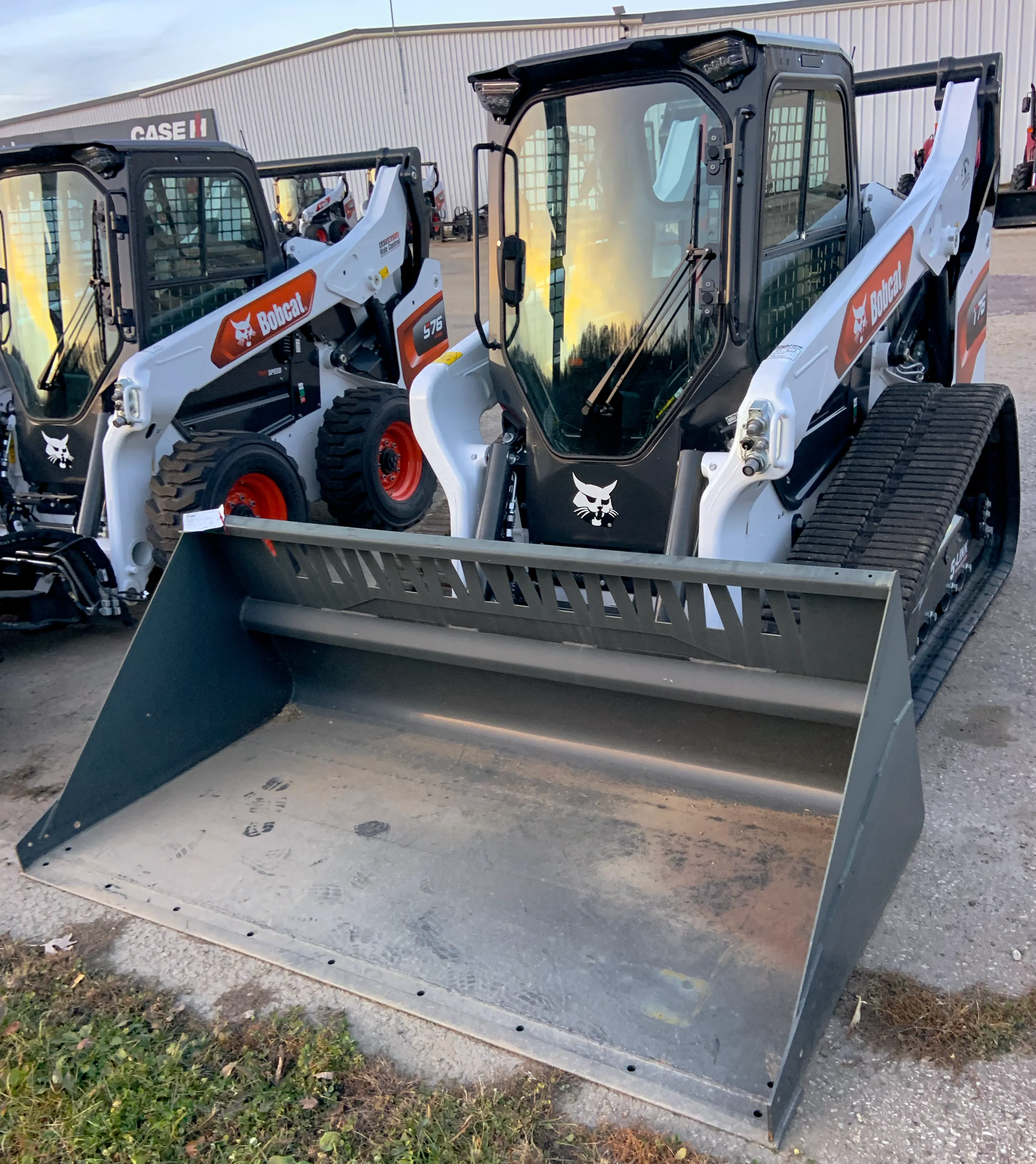
Benna
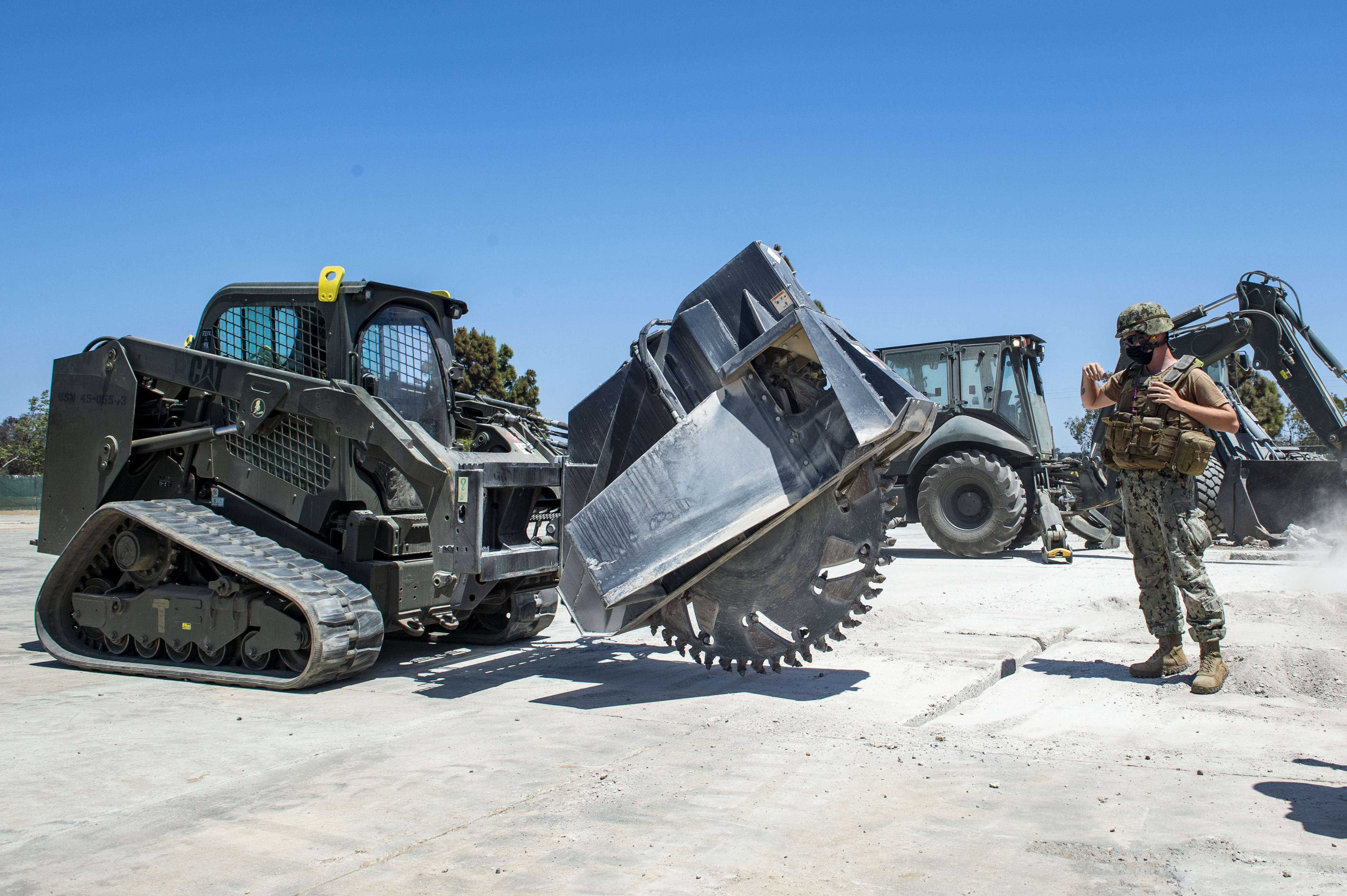
Minipala della Marina degli Stati Uniti con attacco per sega a ruota
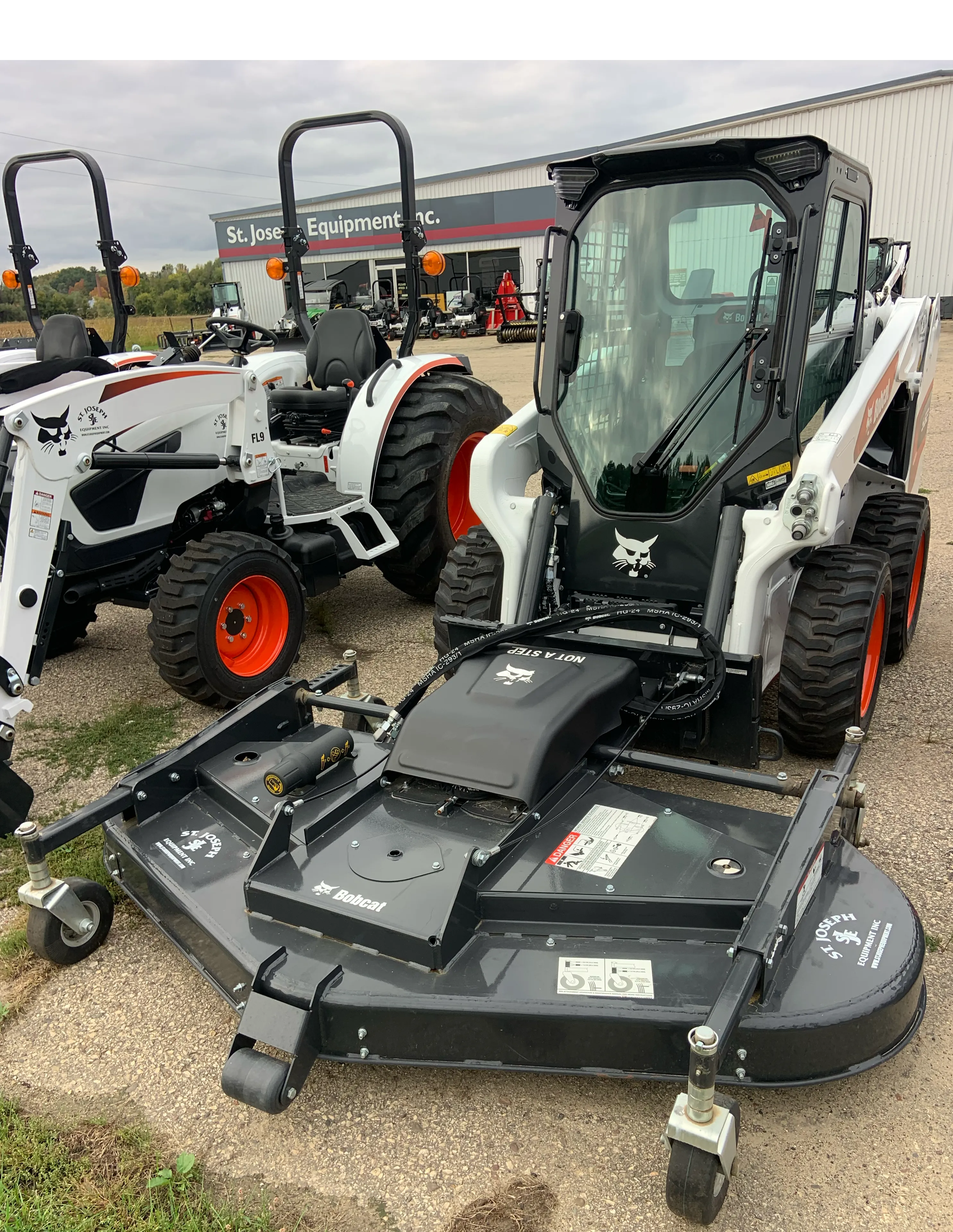
Tosaerba
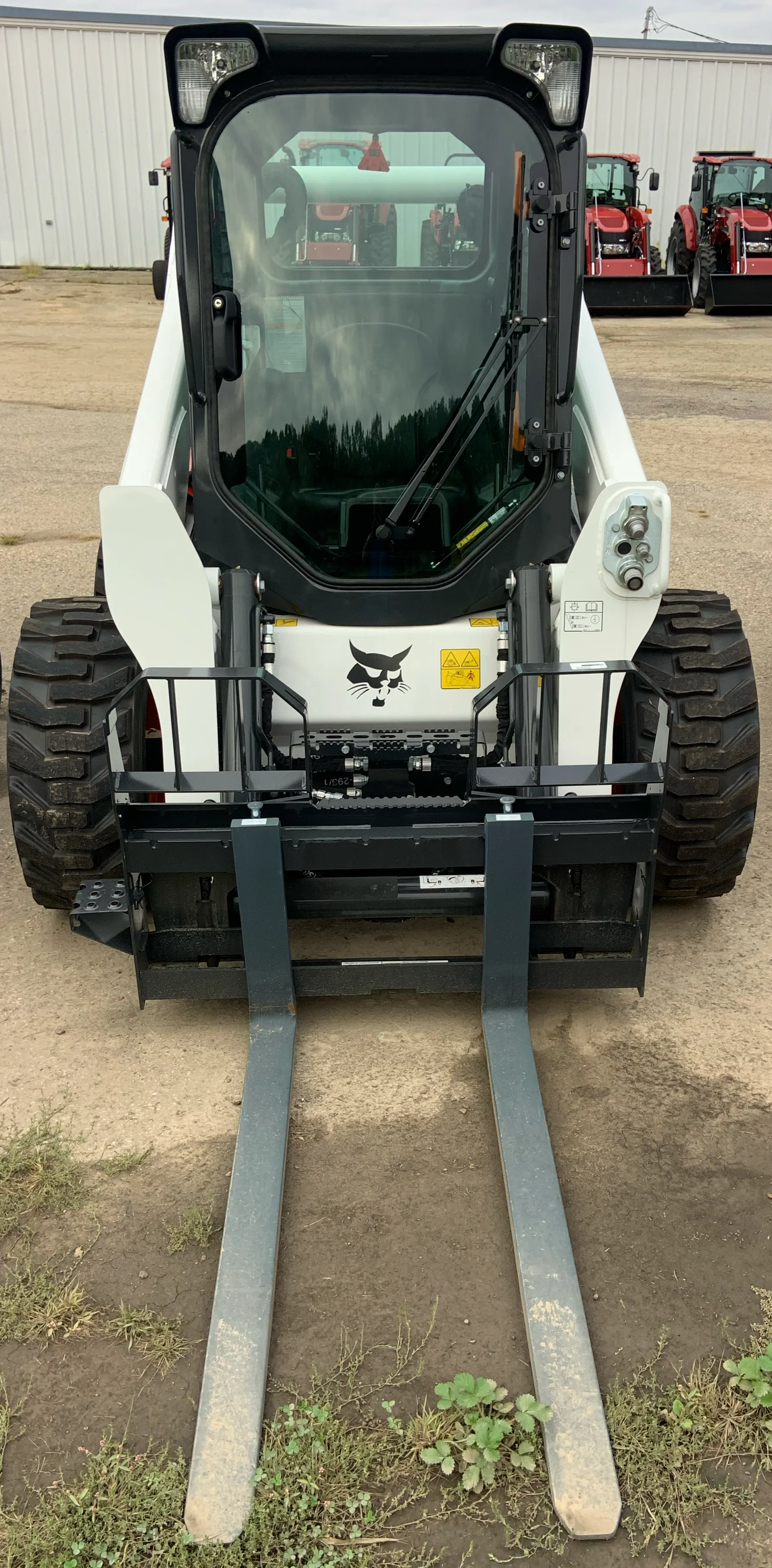
Forche per pallet
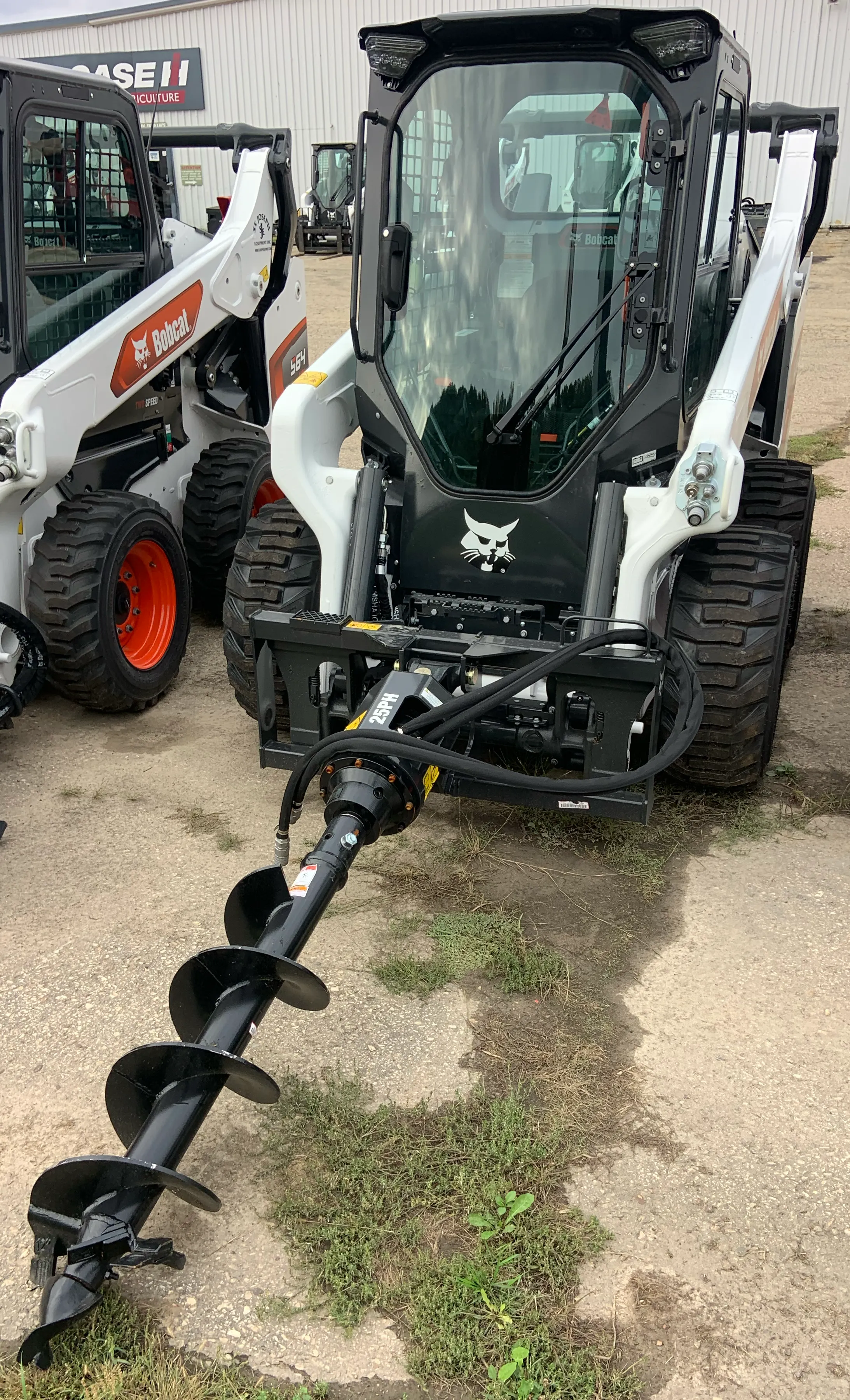
Trivella
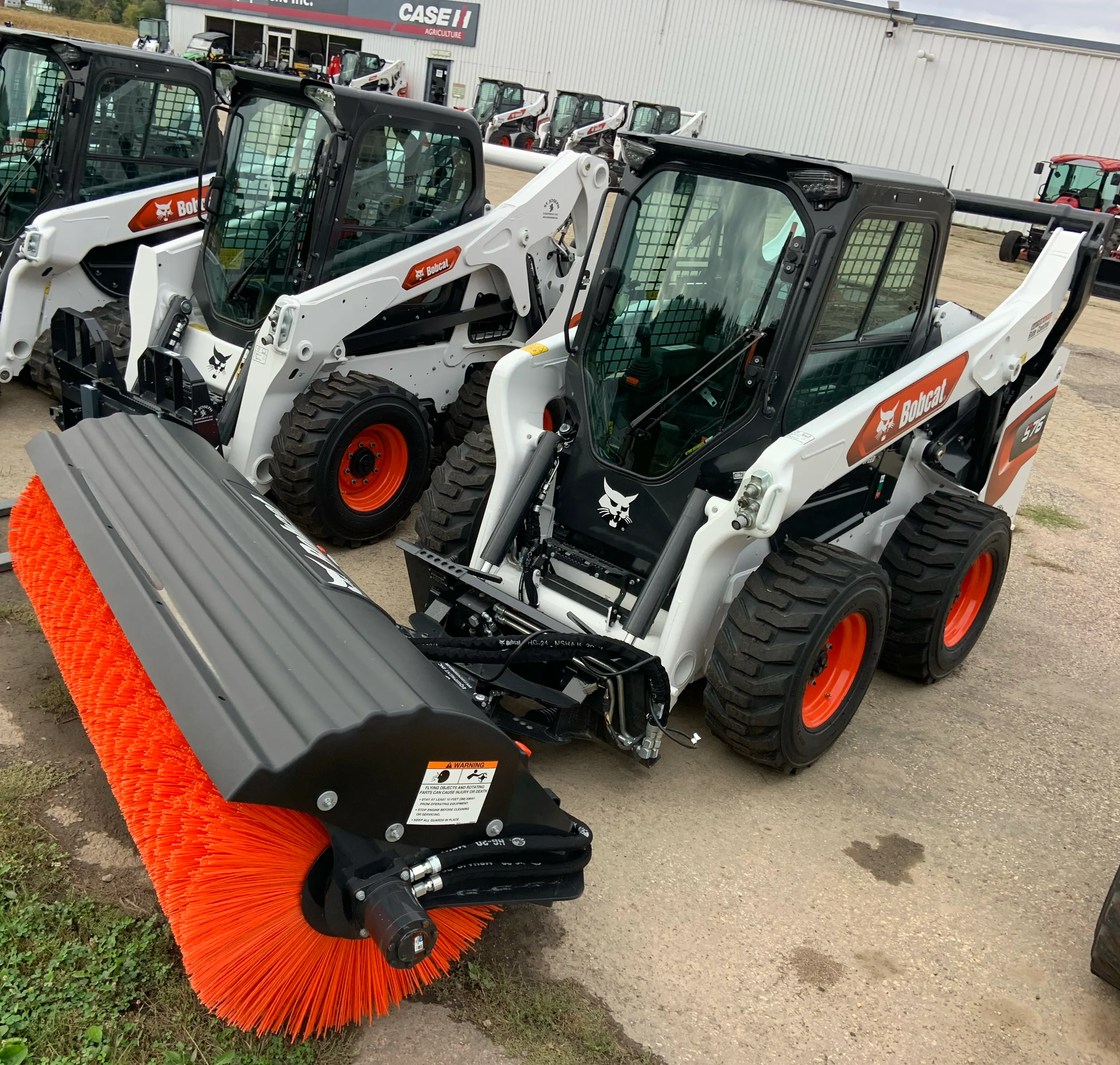
Spazzatrice
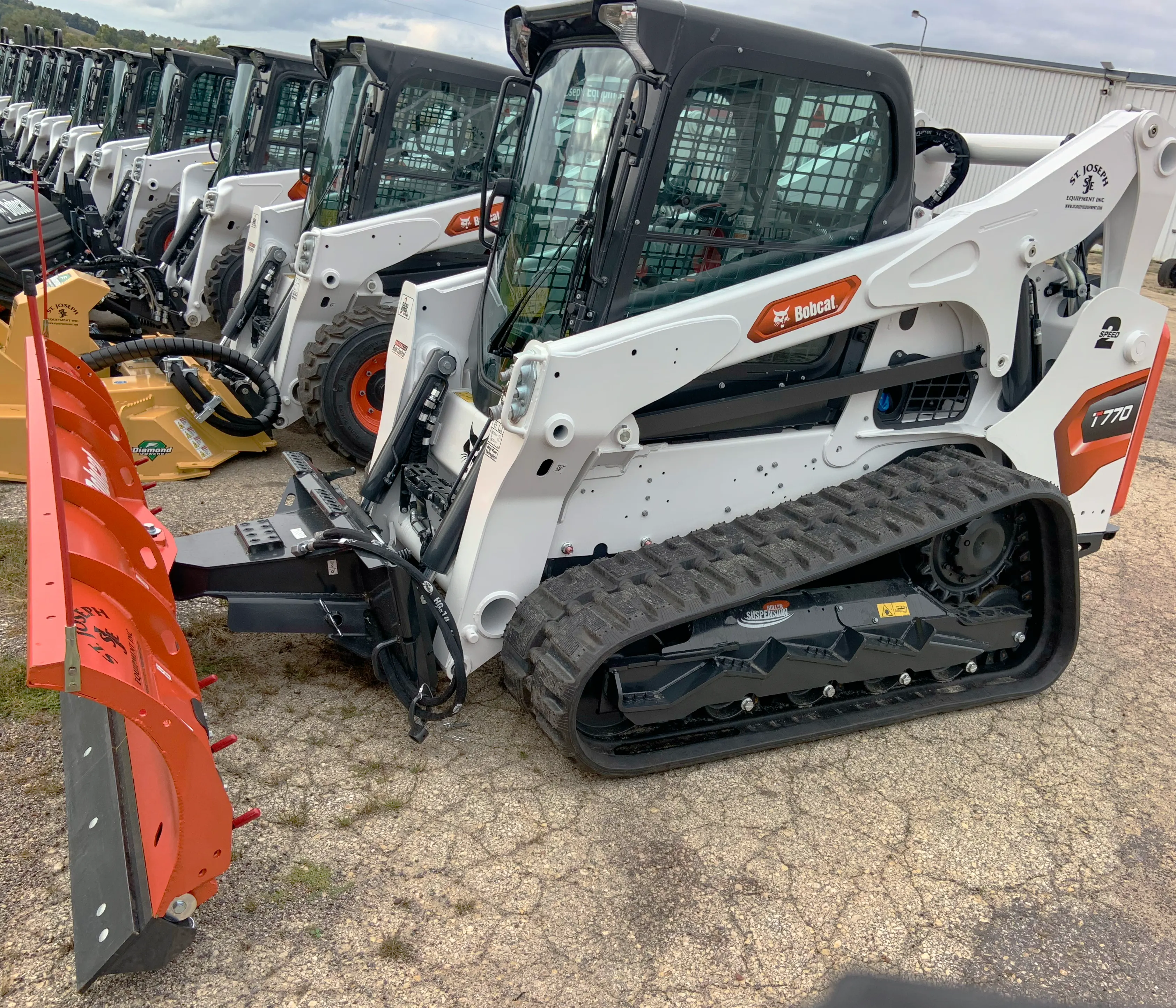
Spazzaneve
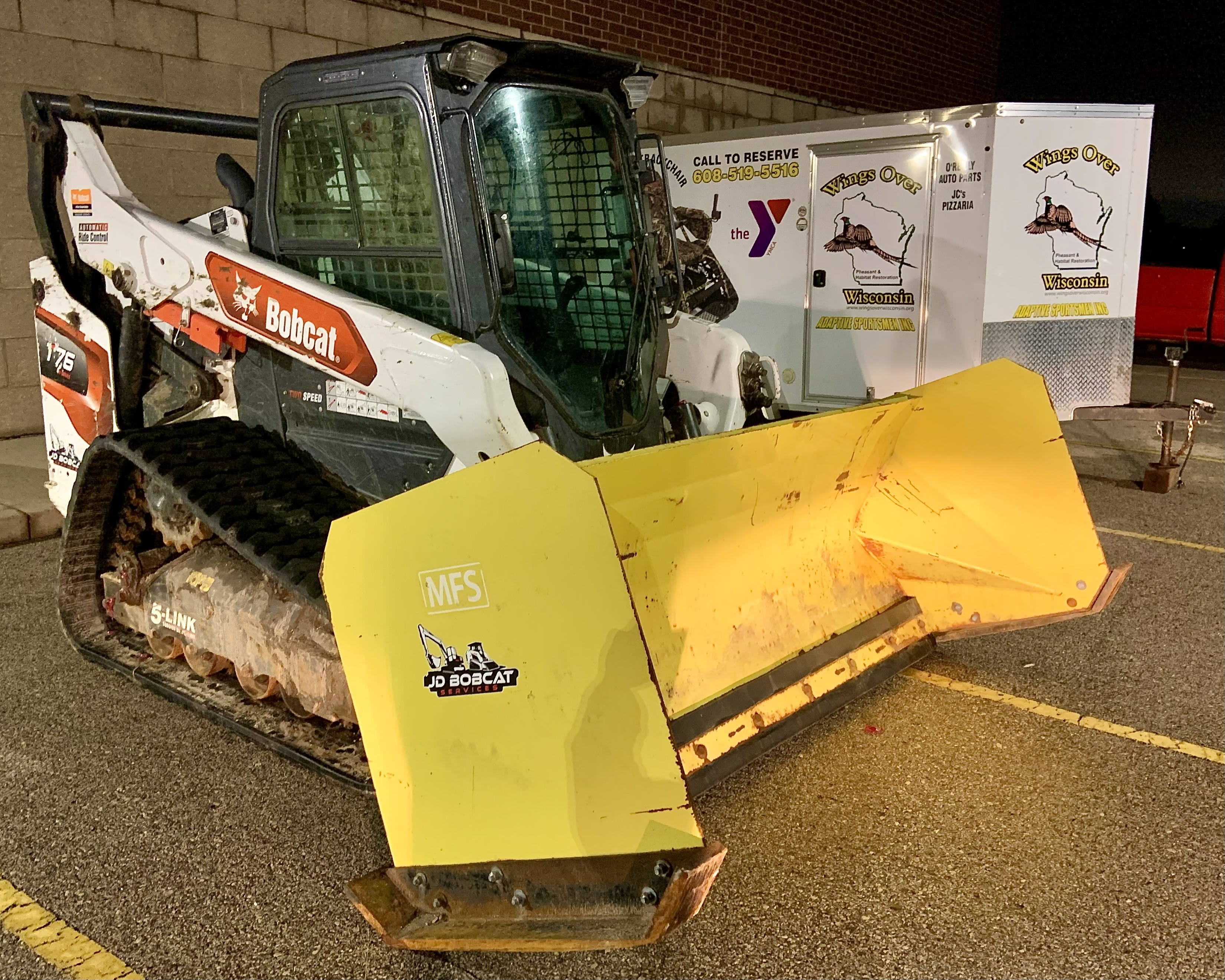
Spingi neve
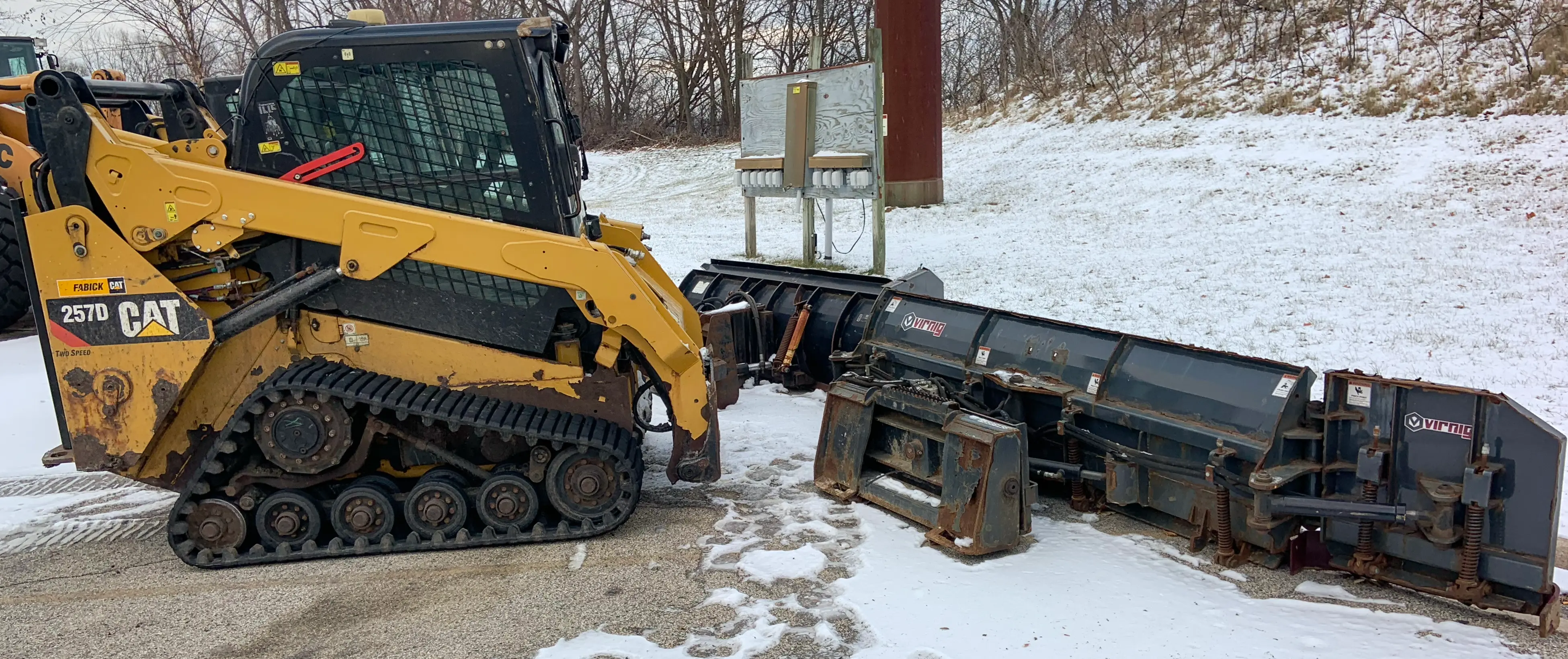
L'ala da neve ha ali idrauliche
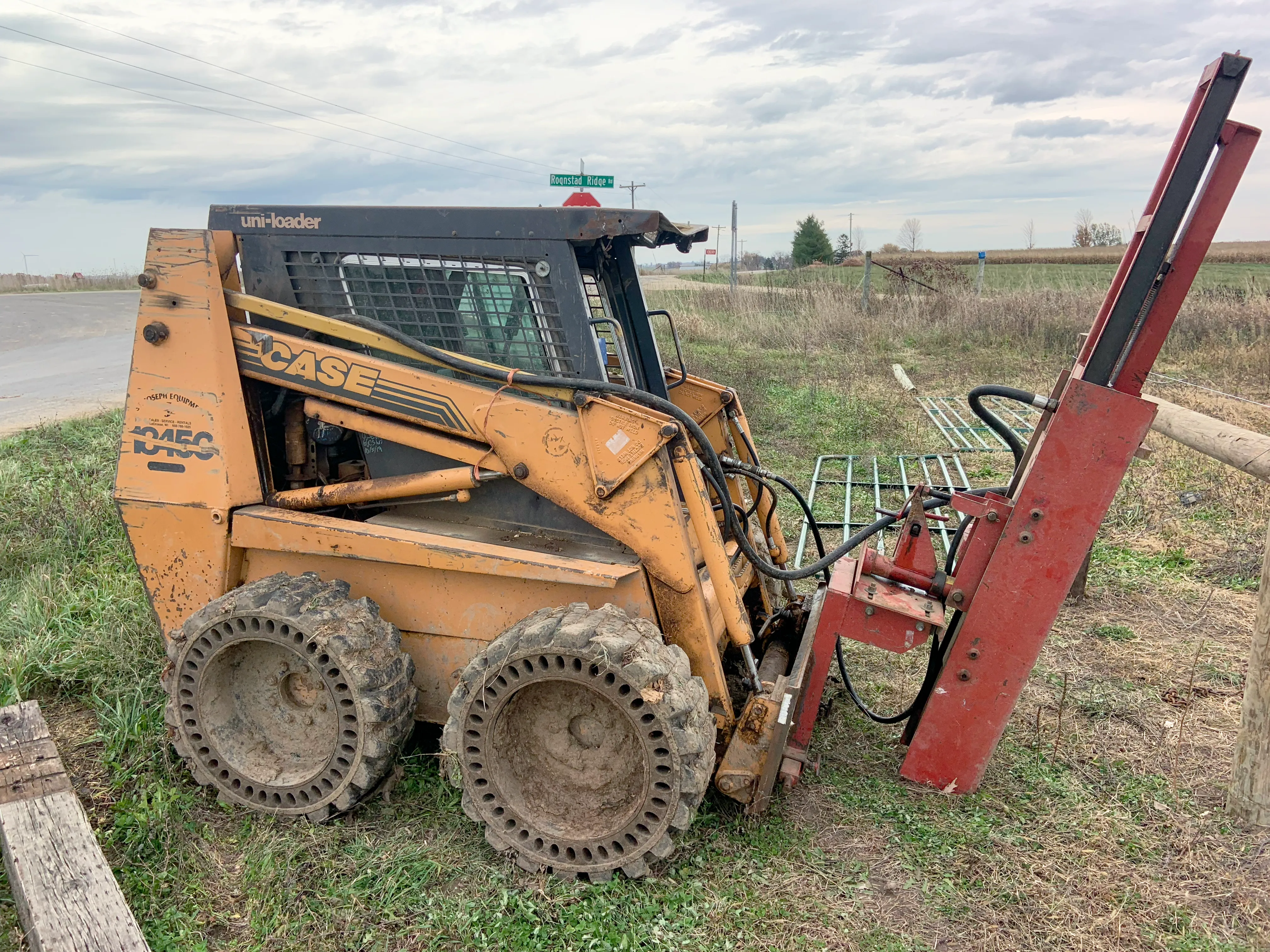
Battipista per minipala
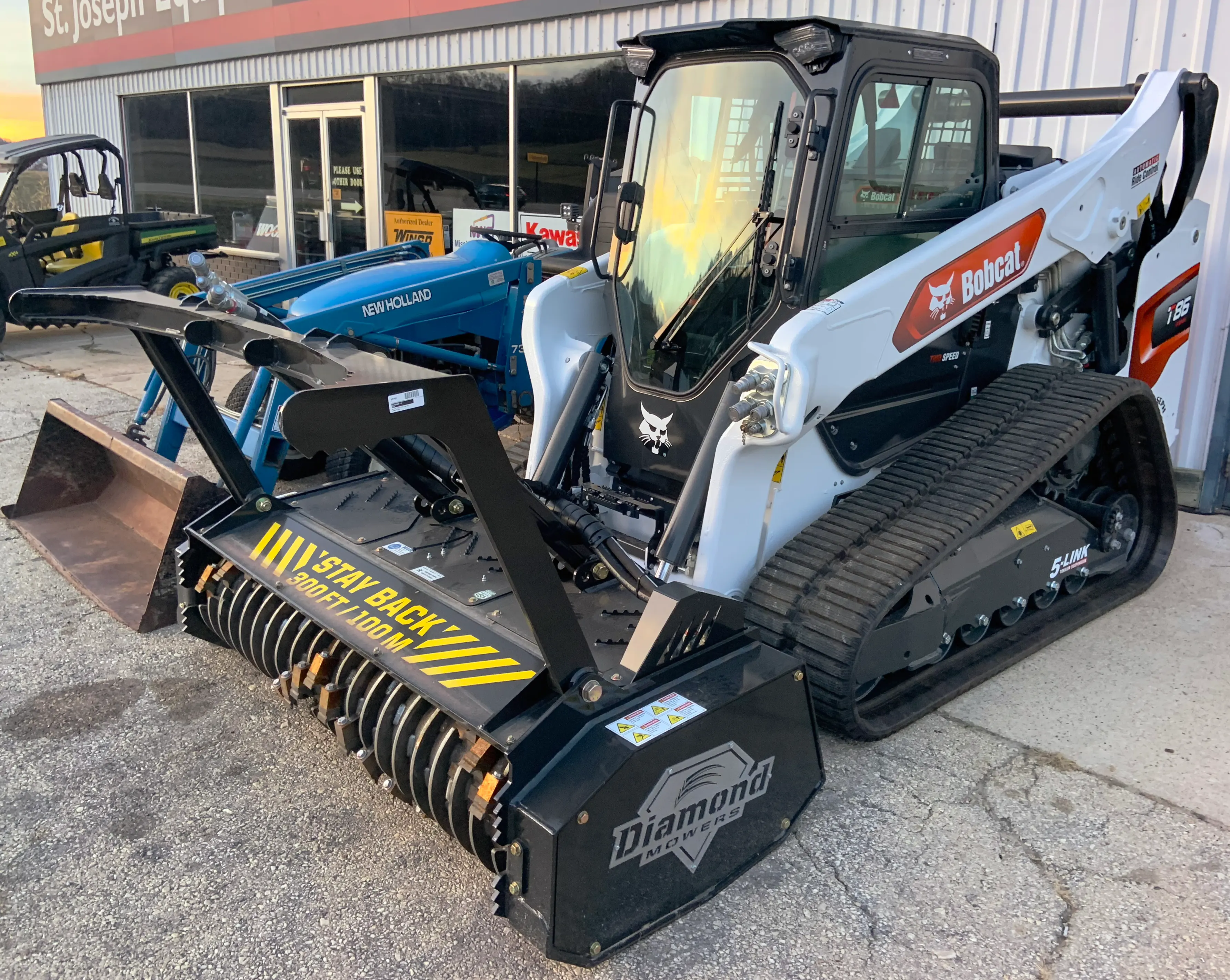
Trinciatrice a tamburo
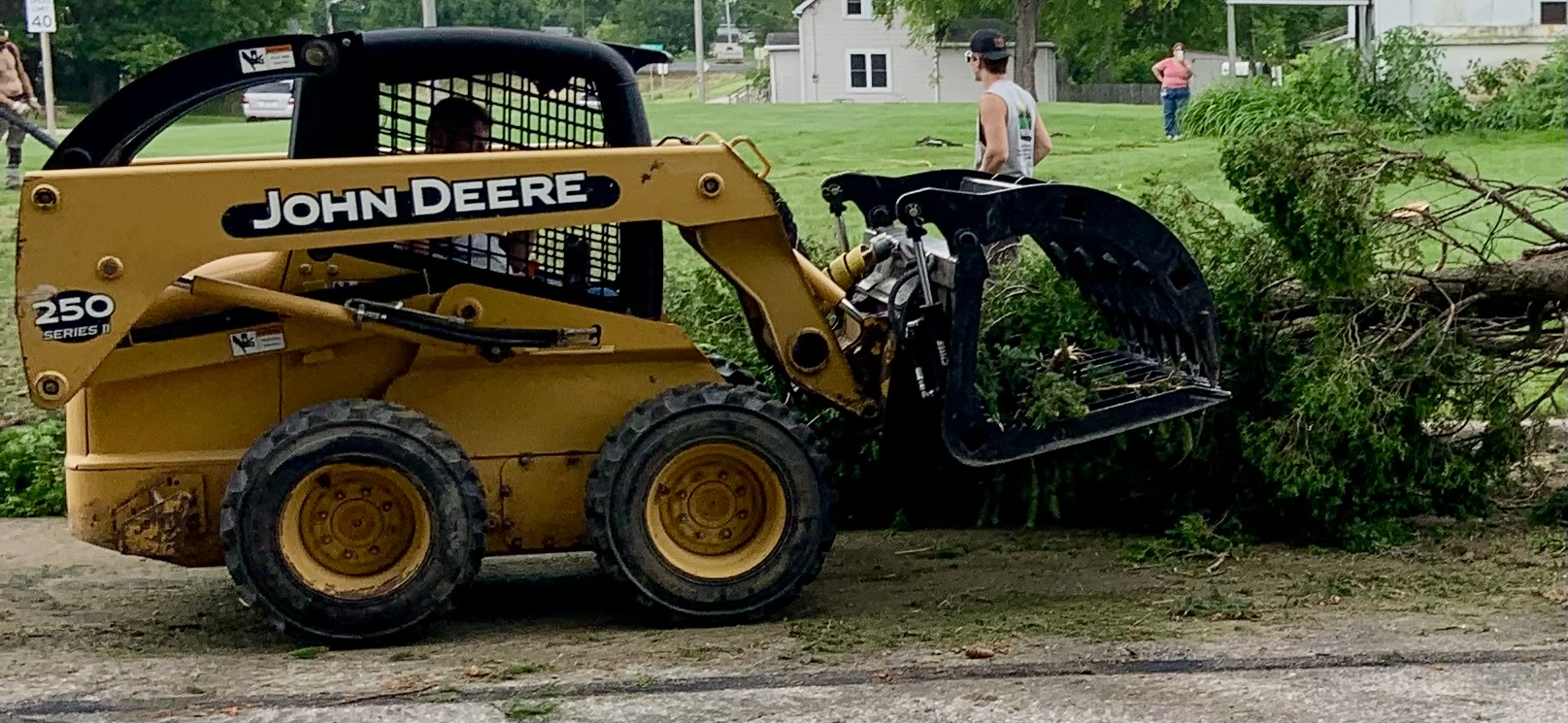
Artigli
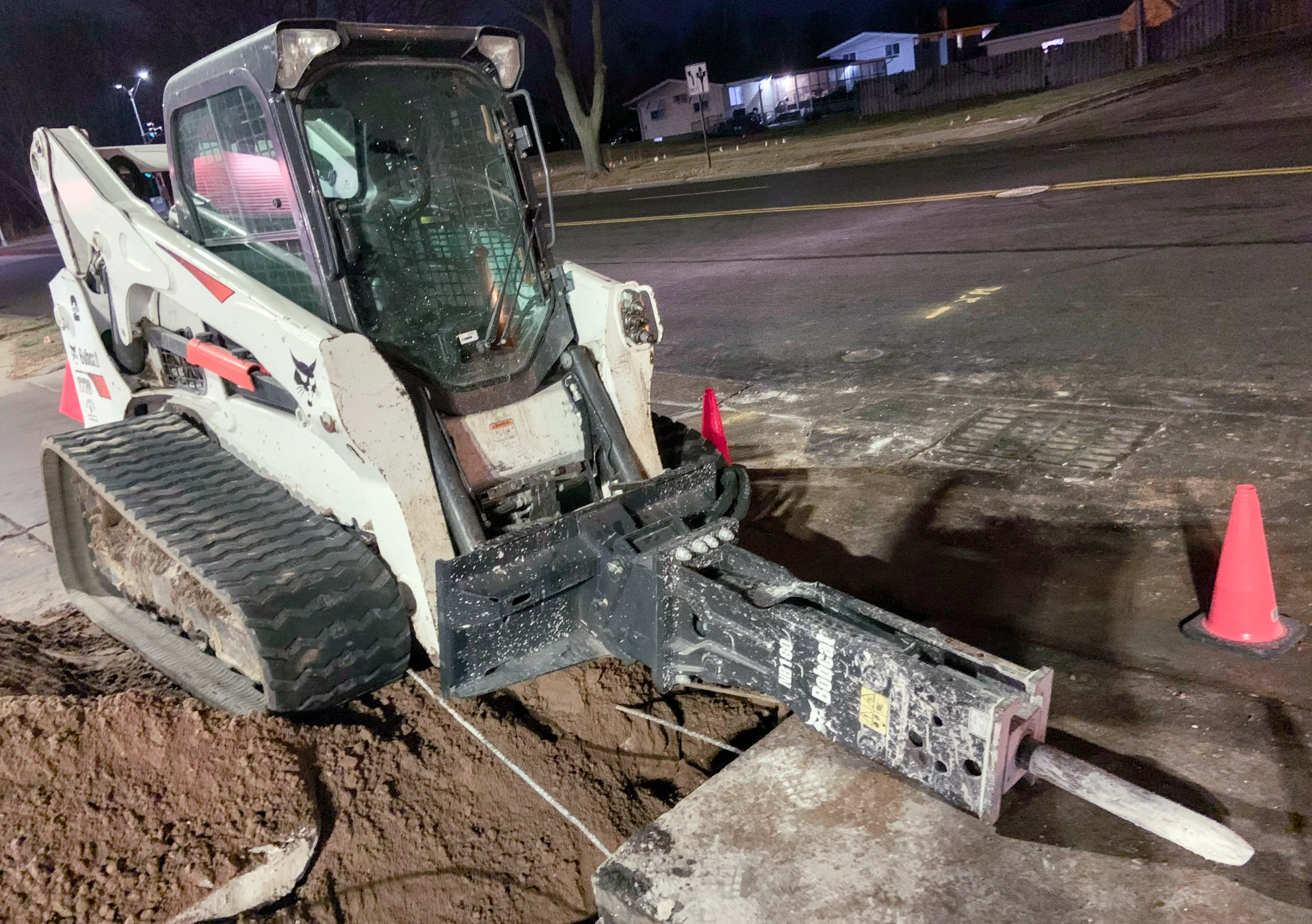
Martello pneumatico
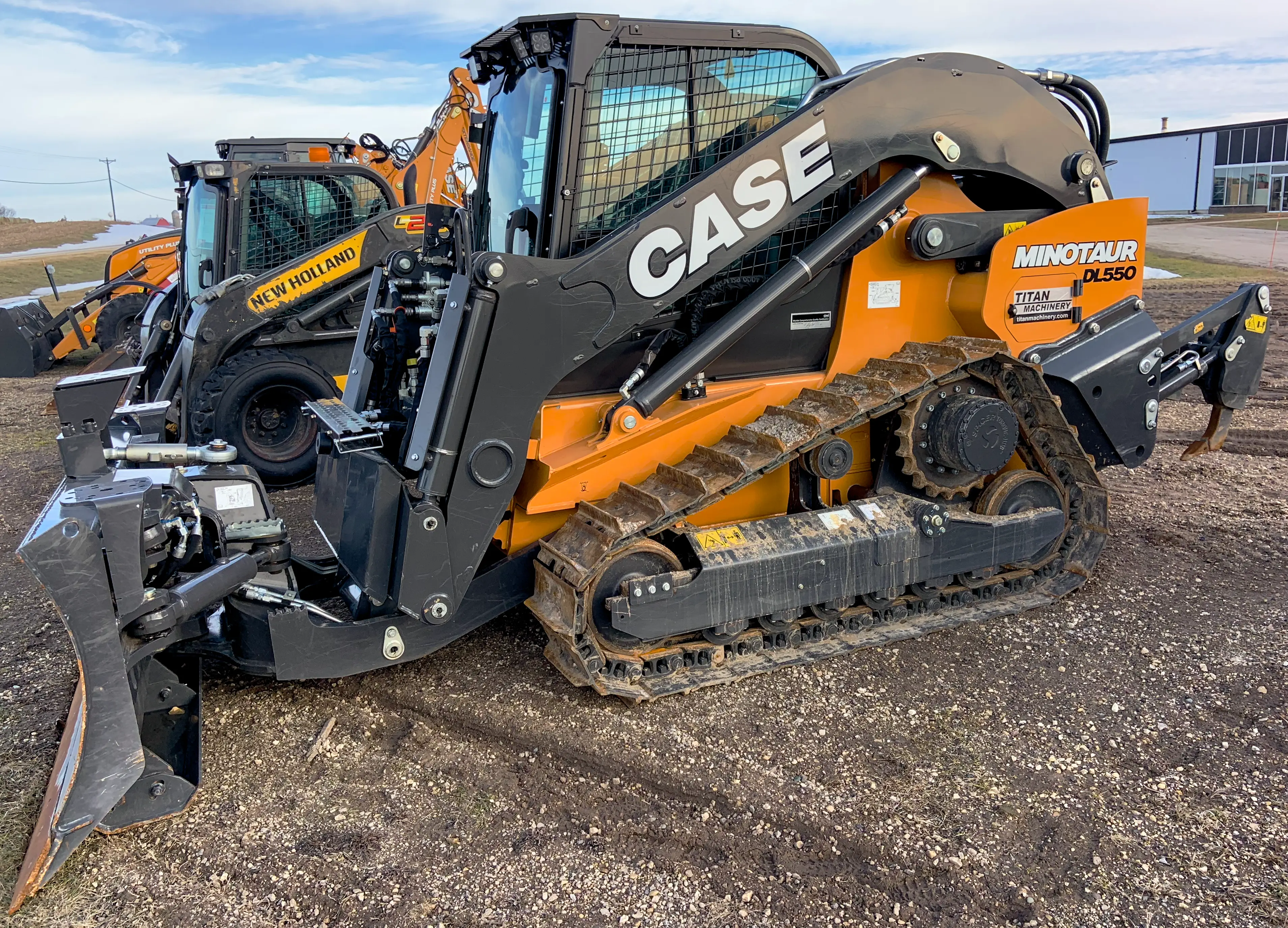
Bulldozer con ripper sul retro
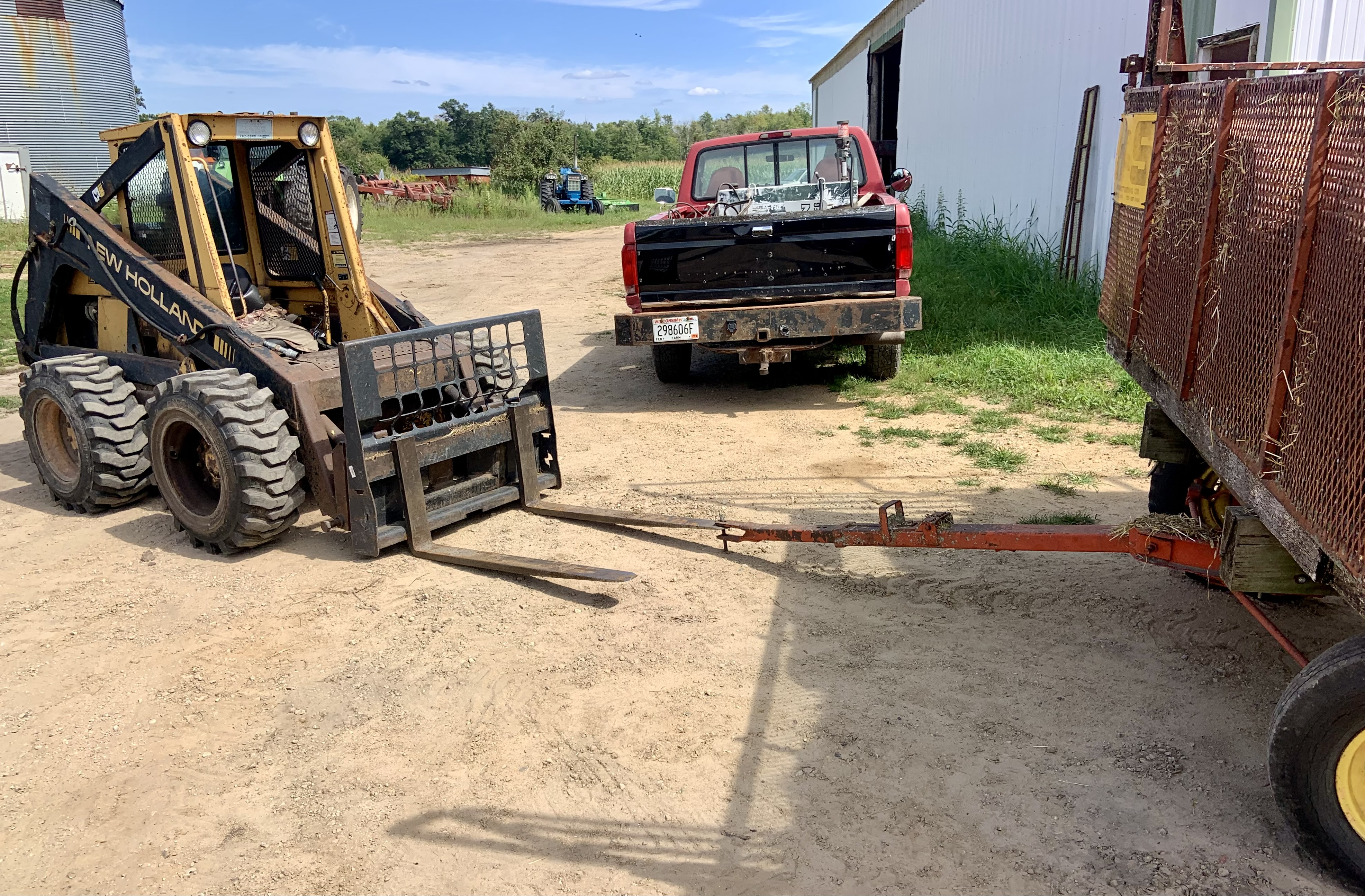
Foro per perno di traino con perno di aggancio
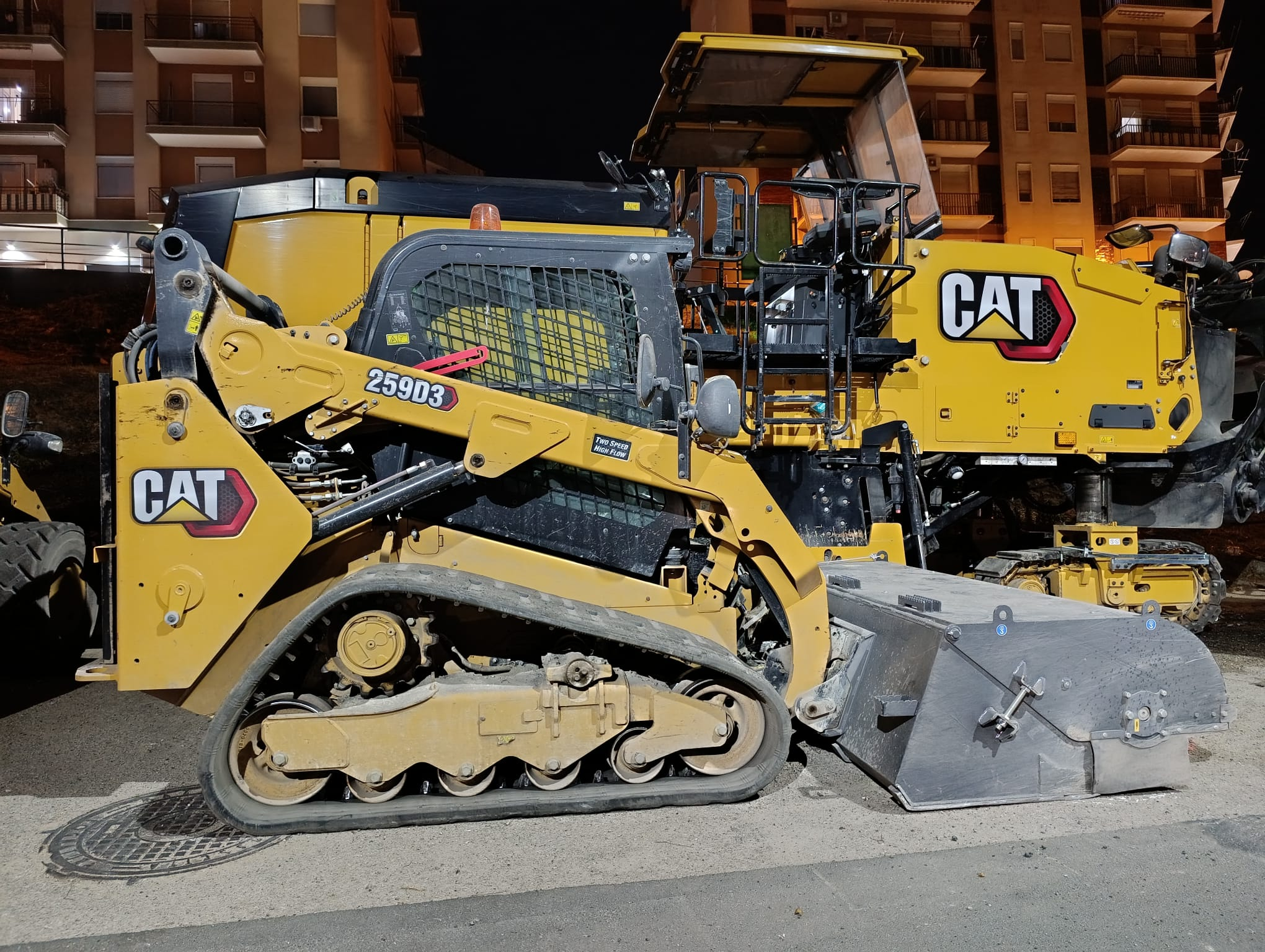
Cat 259D3 con fresa stradale

La benna convenzionale di molte minipale può essere sostituita con una varietà di accessori specializzati azionati dal sistema idraulico della pala. L'elenco degli accessori disponibili è praticamente infinito e comprende ad esempio spazzaneve, betoniere, vanghe.
Alcuni modelli di minipale sono dotati anche di un meccanismo di cambio automatico degli accessori che consente all'operatore di sostituire l'utensile senza dover scendere dalla macchina, utilizzando per l'aggancio un meccanismo di controllo idraulico posizionato vicino alla cabina. Di recente, i produttori hanno anche creato sistemi di collegamento idraulico automatico che consentono di cambiare gli accessori senza dover scollegare o collegare manualmente le linee idrauliche.